# Chilades evorae
Chilades evorae is een vlinder uit de familie van de Lycaenidae, de kleine pages, vuurvlinders en blauwtjes. De soort is voor het eerst wetenschappelijk beschreven door Michel Libert, Lucas Baliteau en Simon Baliteau in een publicatie uit 2011.
De soort komt voor in Kaapverdië (Santo Antão, Santa Luzia, Razo en São Vicente).